# Muszlimok (etnikum)
A muszlim nemzet (a délszláv nyelveken Muslimani, Муслимани) egyike az egykori Jugoszláviát alkotó hat nemzetnek. Ez az 1971-ben hivatalossá vált gyűjtőfogalom az egykori Jugoszlávia területén élő, valamely szláv etnikumhoz tartozó, muszlim vallású embereket jelölte. Nem tartoztak tehát a muszlim nemzethez a nem szláv iszlám hitű emberek (például a Koszovóban nagy számban élő muszlim vallású albánok). A muszlimok nagy többsége Bosznia-Hercegovinában élt, de ezek az emberek Jugoszlávia felbomlását követően a bosnyák nemzeti identitást fogadták el, és ezzel Bosznia-Hercegovinában a muszlim, mint nemzetiségi kategória elvesztette használatosságát. Szerbiában, Montenegróban és Horvátországban azonban továbbra is használatban lévő etnikai kategória a muszlim.

## A szláv muszlimok megnevezései
2008-ban írták: „A Balkánon élő muszlimok legnagyobb közössége és az egyetlen, nemzetiségként elismert, erős identitástudattal rendelkező csoportja a Boszniában használatos délszláv nyelv dialektusát beszélő bosnyákok (muslimanok). A bosnyákok magukat saját nyelvükön »Musliman« nemzetiségűnek mondják, megkülönböztetésként a muszlim vallási elnevezéstől. A jugoszláv népszámlálások a muszlim/muszlimán (bosnyák) nemzetiségi kategória fölállításával könnyítették meg elhatárolásukat a főleg Bosznia-Hercegovinában – kisebbrészt az egykori Novi Pazari Szandzsákban – csupán vallásilag (nyelvileg alig) különböző szerbektől és horvátoktól. A bosnyák népcsoport-elnevezés megerősödött, Szerbiában és Montenegróban újra csak mint vallási felekezet ismerték el őket. Az egykori Novi Pazari Szandzsákban élő muszlimánok többsége újabban a „muszlim-bosnyák” vagy a „bosnyák” elnevezést alkalmazza. Ráadásul Montenegróban és Szerbiában a népszámlálás mind a két (a bosnyák és a muszlimán) kategóriát is egyaránt tartalmazza...”
Ma Szerbiában, Horvátországban, Észak-Macedóniában, Szlovéniában és Montenegróban a muszlim hagyományokkal rendelkező szlávokra utaló muszlim nemzetiség jogilag még mindig létezik. A népszámlálásokon a nemzetiségre vonatkozó kérdésre adott válaszként elfogadják, és még mindig használják, annak ellenére, hogy a bosnyák megnevezés e nemzetiségre egyértelműen túlsúlyban van.

## Története
Az 1948-as és 1953-as népszámláláson lehetőség nyílt az iszlám vallású szláv lakosság számára nemzetiségi önmeghatározásaként „muszlim határozatlan” vagy „jugoszláv határozatlan”, 1961-től pedig „etnikai értelemben vett muszlim” bevallást adni, később, 1971-től 1981-ig, majd 1991 áprilisáig egyszerűen muszlimként (etnikai értelemben) nyilatkozni. Jugoszlávia fennállása alatt a muszlimok szerbhorvátul beszéltek, és állampolgárságuk 1971-es elismerése előtt a szocialista köztársaság néhány más népe (szerb, horvát stb.) tagjának, illetve jugoszlávnak vallották magukat. A muszlim kifejezés csak a vallási hovatartozás meghatározója volt.
Jugoszlávián belül a muszlimok túlnyomórészt Bosznia-Hercegovinában éltek, ahol ők relatív többséget jelentettek (az 1991-es népszámlálás szerint körülbelül 1 905 274 fő, azaz 43,65 százalék). 
1993 óta, az első bosnyák kongresszus után a szláv muszlimok körében a bosnyák megnevezés terjedt el. De a legutóbbi népszámlálások szerint a muszlimánok egy része még megőrizte régi nemzeti nevét. 
Szerbiában:
- 2002: A szerbiai 2002-es népszámlálás szerint 136 087 bosnyák és 19 503 muszlimán élt (3634 muszlimán és csak 417 bosnyák volt a Vajdaságban).
- 2011: A legutóbbi, 2011-es népszámlálás azt mutatja, hogy mindkét nemzet tagjainak száma jelentősen megnőtt. Ekkor 145 278 bosnyák (+ 7%) és 22 301 muszlimán (+ 14%) élt, ebből 3360 muszlimán (- 8%) és 780 bosnyák (+ 87%) a Vajdaságban.

Montenegróban:
- 2003: A montenegrói népszámlálás szerint itt 48 184 bosnyák és 24 625 muszlimán élt.
- 2011: A 2011-es népszámlálási jelentés szerint 53 605 bosnyák (+ 11%) és 20 537 muszlimán (- 17%).

Macedóniában:
- 1994: Macedóniában 15 315 muszlimán és 7 244 bosnyák,
- 2002: 17 018 bosnyák (+ 235%) és 2 553 muszlimán (-83%)

## Fordítás
- Ez a szócikk részben vagy egészben  a   Muslimani (narod) című bosnyák Wikipédia-szócikk ezen változatának fordításán alapul.  Az eredeti cikk szerkesztőit annak laptörténete sorolja fel. Ez a jelzés csupán a megfogalmazás eredetét és a szerzői jogokat jelzi, nem szolgál a cikkben szereplő információk forrásmegjelöléseként.

## További források
- Bottlik Zsolt: Iszlám a Balkánon. A Földgömb, 2008. április 1. 3. Tematikus szám – Balkán. 22–31. oldal
- Kemenszky Ágnes: Az európai muszlim közösségek sajátos színfoltja: a balkáni muszlimok. Grotius (A Budapesti Corvinus Egyetem Nemzetközi Tanulmányok Intézetének tudományos folyóirata) E-Könyvtár 2011.
- Szalay Szabolcs: A bosnyák nemzetépítés folyamata és perspektívái. Grotius (A Budapesti Corvinus Egyetem Nemzetközi Tanulmányok Intézetének tudományos folyóirata) E-Könyvtár/ 62. 2013.
- Csiszár Esztella: Bosznia-Hercegovina muszlim társadalmának lehetséges jövői. „Három holnap” a posztnormális időben. Budapest, 2019. Nemzetközi Tanulmányok Intézet. Doktori értekezés.